# Афіпський НПЗ
Афіпський НПЗ — великий нафтопереробний завод, розташований поблизу селища Афіпський, Краснодарського краю Росії. Проєктна потужність з переробки нафти становить 6,25 млн тонн на рік. Належить ТОВ «Афіпський НПЗ» (входить до групи «Сафмар»).

## Історія
Рішення про будівництво в селищі Афіпський газобензинового заводу (для переробки супутнього нафтового газу в бензин) було ухвалено у 1952 році. Проєктування заводу було доручено інституту «Діпрогазтоппром». У 1960 році, коли вже було виконано значну частину будівельних робіт, будівництво заводу було законсервовано через відсутність необхідного обладнання. У 1962 році будівництво відновили, в експлуатацію першу чергу підприємства було введено у грудні 1963 року. Спочатку завод займався переробкою газового конденсату з родовищ Краснодарського краю в бензин А-66 та дизельне паливо.
У 1970 році було введено в експлуатацію встановлення вторинної перегонки та встановлення каталітичного риформінгу. У 1978 році було пущено технологічні установки, що дозволили налагодити виробництво бензену, толуену, ксилолу та високооктанових бензинів. У 1980 році було створено виробниче об'єднання «Краснодарнафтооргсинтез», до складу якого увійшли Краснодарський НПЗ, Туапсинський НПЗ та Афіпський НПЗ.
У 1994 році підприємство було акціоноване й отримало назву АТВТ «Краснодарнафтооргсинтез», з 1996 року — ВАТ «Роснафта — Краснодарнафтооргсинтез». 2003 року виділено у ТОВ «Афіпський НПЗ». З 1990-х років Афіпський НПЗ був перепрофільований на переробку нафти для отримання бензину та дизельного пального. У 2006 році власником Афіпського НПЗ стала «Об'єднана нафтова група» (частина компанії «Базовий елемент»), у 2010 році підприємство перейшло компанії «Нафтагазіндустрія». У 2013—2017 роках було проведено модернізацію установки з перегонки нафтопродуктів АТ-22/4, введено в експлуатацію встановлення вакуумної перегонки прямогонного мазуту, вісбрекінгу гудрону та утилізації сірководню, що дозволило майже вдвічі збільшити потужності з переробки нафти. У 2019 році завод перейшов у власність групи «Сафмар».
З 2017 року ведеться будівництво комплексу гідрокрекінгу, що включає установки гідрокрекінгу потужністю 2,5 млн тонн на рік, отримання водню потужністю 100 тис. т на рік, отримання сірки потужністю 100 тис. тонн на рік та відпарювання кислої води та регенерації аміну. Введення комплексу в експлуатацію заплановано на 2022 рік. Також заплановано будівництво установки уповільненого коксування потужністю 1,6 млн т на рік. Уведення в експлуатацію цих виробничих комплексів дозволить збільшити глибину переробки нафти до 98 %, випуск світлих нафтопродуктів — до 88 % і розпочати випуск бензину та дизельного пального стандарту «Євро-5». Потужності з переробки нафти повинні зрости до 9 млн тонн, а зі складу продукції буде виключено мазут і вакуумний газойль.
У зв'язку з успішним завершенням енергоаудиту обладнання у червні 2018 року було отримано енергетичний паспорт з терміном дії до 2022 року.
З 2019 року на Афіпському НПЗ йде масштабна реконструкція, в яку вкладено близько 140 млрд руб. інвестицій.
У лютому 2022 року стало відомо, що на Афіпському нафтопереробному заводі було розглянуто проєктну документацію та результати інженерних вишукувань на будівництво установки стабілізації бензину з отриманням сировини для виробництва водню.

## Сировина
Підприємство переробляє суміш нафт та газового конденсату Західно-Сибірських і Волго-Уральських родовищ, що надходять трубопроводами Кримськ — Афіпський НПЗ, Хадиженськ — Афіпський НПЗ та залізничним транспортом.

## Продукція
Підприємство виробляє газовий бензин, дизельне пальне, дистиляти газового конденсату, вакуумний газойль, мазут, сірку. За підсумками 2020 року, було перероблено 4,927 млн тонн сировини, вироблено 2,02 млн тонн дизельного палива, 1,093 млн тонн вакуумного газойлю, 0,92 млн тонн мазуту, 0,8 млн тонн газового бензину. Продукція заводу переважно поставляється експорту.
У серпні 2021 року стало відомо, що Афіпський НПЗ планує почати випускати дизельне пальне класу ЄВРО-5 у 2023 році після реалізації інвестугоди про модернізацію.

## Технологія та обладнання
Обладнання підприємства включає:
- установку з перегонки нафтопродуктів АТ-22/4, потужністю 3 млн тонн на рік. Введена в експлуатацію у 1970 році, реконструйована у 2013 році;
- установку з перегонки нафтопродуктів СПГК, потужністю 3,25 млн тонн на рік. Введена в експлуатацію у 1964 році, реконструйована у 2020 році;
- блок газофракціонуючої установки. Введений в експлуатацію у 1964 році;
- установку вакуумної перегонки прямогонного мазуту, потужністю 3,3 млн тонн на рік. Введено в експлуатацію у 2017 році;
- установку вісбрекінгу гудрону, потужністю 1,65 млн тонн на рік. Введено в експлуатацію у 2017 році;
- встановлення утилізації сірководню, потужністю 9 тис. тонн на рік. Введено в експлуатацію у 2017 році.

Глибина переробки нафти становить 81 %, вихід світлих нафтопродуктів — 57 %. Після введення в експлуатацію комплексу гідрокрекінгу та встановлення уповільненого коксування ці показники планується збільшити до 98 % та 88 % відповідно.

## Російське вторгнення в Україну
Вночі 31 травня 2023 року на заводі пролунали вибухи. За даними російських "ЗМІ", його атакували безпілотники. Внаслідок вибуху, який було чутно на кілька кілометрів, завод огорнули дим та полум'я, спалахнула установка з перегонки мазуту. Площа пожежі склала 100 м2.
9 лютого 2024 року безпілотники СБУ атакували Ільський та Афіпський нафтопереробні заводи, що знаходяться за 20 км один від одного. 
Чергова атака відбулася в ніч на 2 травня, як зазначає Радіо Свобода, «У Краснодарському краї безпілотники збили в районі селища Афіпський, повідомили телеграм-канали Shot і Astra. Місцеві жителі розповіли, що чули три вибухи. Дрони ймовірно збили на підльоті до Афіпського НПЗ, який розташований за три кілометри від селища»